# 淡路ワールドパークONOKORO
淡路ワールドパークONOKORO （あわじワールドパーク オノコロ）は、兵庫県淡路市塩田新島8-5にあるミニチュアパーク。

## 概要
観覧車や観覧電車などの遊戯施設や、世界の建物や童話の再現シーンなどの縮尺展示、木造帆船北前船（辰悦丸）の実物大などを展示する。展望レストランや物品販売施設、兼高かおるの資料館なども備える。面積12ヘクタール。もともとは兵庫県の第3セクターで開設されたが、赤字運営だったために第3セクターを解散し、以来民間に経営委託している。2006年から2012年までは、愛媛県のファームが運営を行った。2019年現在は、株式会社ONOKOROが運営する。

## 主な施設

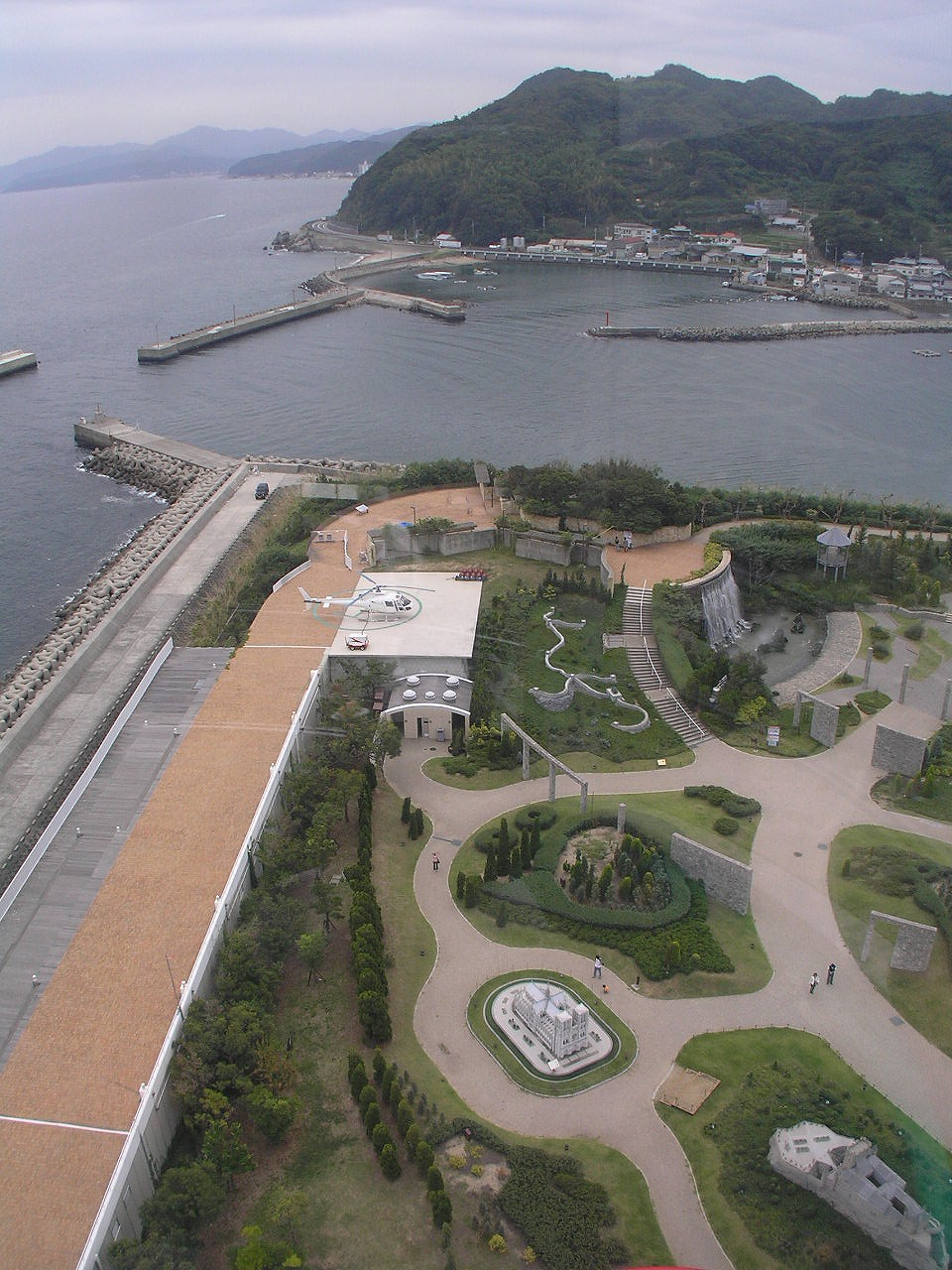
ミニチュアワールド・ヘリポートあたり

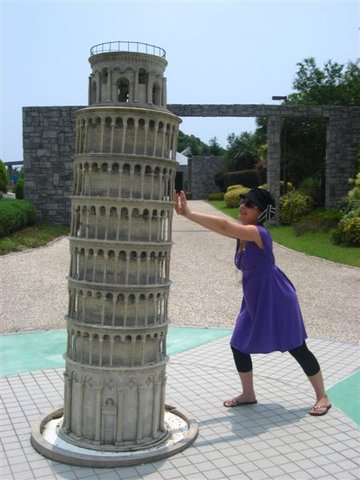
ピサの斜塔

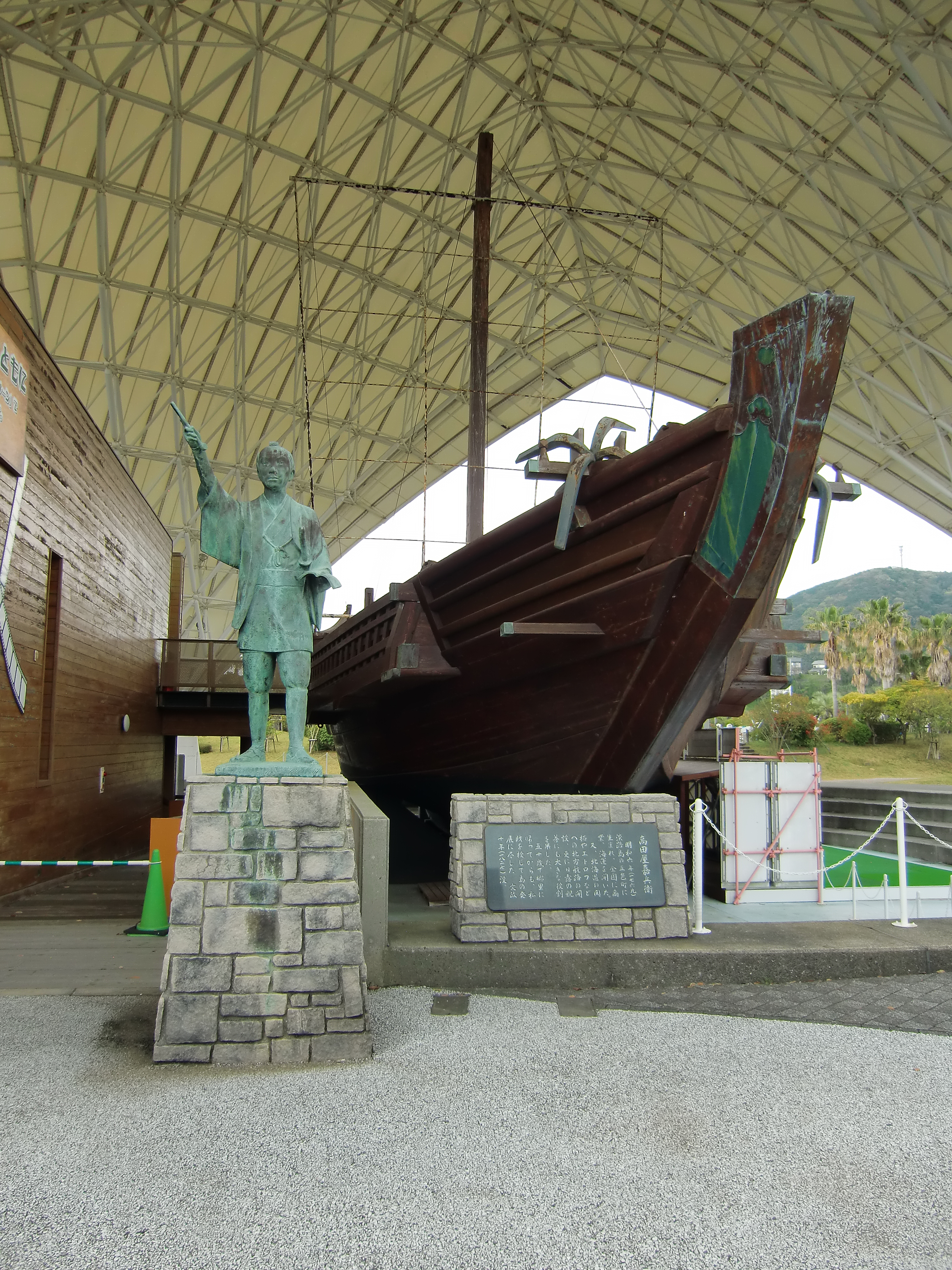
常設展示されている辰悦丸と高田屋嘉兵衛銅像

### ミニチュアワールド
世界の有名建築物18基を1/25で再現するミニチュアパーク。
- 建築物一覧
  - ピサの斜塔
  - アクロポリス
  - コロッセオ
  - タージ・マハル
  - 聖バシリー寺院
  - マスジット・イ・シャー
  - 万里の長城
  - ノートルダム寺院
  - セゴビア城
  - ピョートル噴水宮殿
  - ノイシュバンシュタイン城
  - ワット・アルン
  - 天壇
  - クライストチャーチ大聖堂
  - シヨン城
  - バッキンガム宮殿
  - 南大門
  - エトワール凱旋門

### 遺跡の世界
イラン・エジプト・メキシコ・コロンビアの古代文明の彫刻、遺跡など5体が展示されている。

### 童話の森
世界の有名な童話8話を基にした展示物が屋外に並び、童話の世界に迷い込んだような演出がなされている。

### ライドアトラクション
- ベイサイドカート
- 大観覧車ONOKORO - 老朽化により2022年12月19日より営業を休止していたが、のちに「【大観覧車ONOKORO】リフレッシュ メンテナンス プロジェクト」においての改修作業が行われて[4][5]、2023年9月19日にリニューアルオープンした[6]。
- ワールドクルーズ
- ファンタジートレイン
- ロマンチックドライブ
- 芝すべり
- 周遊エコ列車 おのころ号
- メリーゴーラウンド
- 3階建て立体迷路
- フレンチカフェ
- アイスアドベンチャー
- 幼児向け乗り物（サファリペット・バッテリーカーなど）
- 立体迷路
- ジップラインアドベンチャー

### 兼高かおる旅の資料館
ジャーナリスト兼高かおるが生前、1959年（昭和34年）から1990年（平成2年）までの31年間で自らナレーター、ディレクター、プロデューサーを兼務したTBS系テレビ番組『兼高かおる世界の旅』において取材した軌跡の一部が、1985年に淡路島にて開催された「くにうみの祭典」の会場の施設の一つとして建設された建物内部に展示されている。この番組で取材した国は150か国にのぼり、その距離は地球180周分になる。
しかし、最近は来館者が減り、施設が雨漏りするなど老朽化してきたことなどから、淡路ワールドパークの運営会社が2020年2月28日資料館の閉館を決めた。展示品は一般財団法人「兼高かおる基金」（東京）に返還する。

### 辰悦丸イベントステージ
1984年に建造されて、回航などが行われた後に現在の場所に常設展示されている辰悦丸を中心としたステージ施設。

### その他
レストラン、売店など。

## 交通アクセス

### バス
- 新神戸駅・神戸三宮・学園都市駅・高速舞子から淡路交通・神姫バス・本四海峡バス・西日本ジェイアールバス　ワールドパークおのころ下車。
- 淡路交通縦貫線　ワールドパークおのころ下車。
- 淡路市生活観光バス路線（あわ神あわ姫バス）4系統岩屋洲本線・11系統南部観光周遊回り 淡路ワールドパークONOKORO下車